# Južni Orkneyjski otoki
Južni Orkneyjski otoki (angleško South Orkney Islands) so skupina podantarktičnih otokov, ki leži v Južnem oceanu na položaju med 60°50' in 60°83' južne zemljepisne širine ter 44°25' in 46°25' zahodne zemljepisne dolžine.

## Površje
Otočje sestavlja četverica glavnih otokov. Otok kronanja (Coronation Island) je največji, njegov najvišji vrh, Mount Nivea, pa se dviga 1266 metrov nad morsko gladino. Otok Laurie (Laurie Island) je najvzhodnejši v skupini. Drugi, manjši otoki so še Powellov otok (Powell Island), otok Signy (Signy Island) ter nekaj zelo majhnih, imenovanih Sedelni otoki (Saddle Islands). Skupna površina otočja je približno 620 km². Večino površja pokriva led.

## Podnebje
Podnebje na otočju je v splošnem hladno, vlažno in vetrovno. Povprečna poletna temperatura je približno 0 °C, zimska (julija) pa -10. V izjemnih pogojih temperatura doseže 12 °C oziroma se spusti tudi do -44. 

## Zgodovina
Južne Orkneyjske otoke sta leta 1821 odkrila dva kitolovca: Američan Nathaniel Brown Palmer in Britanec George Powell. Ker je bil tega leta kronan britanski kralj Jurij IV., je Powell največji otok imenoval Otok kronanja. Otočje je imenoval Powellova skupina (Powell's group).
Leta 1823 je otočje obiskal James Weddell, mu dal sedanje ime in preimenoval tudi nekaj otokov.
Kasneje so otoke pogosto obiskovali lovci na tjulnje in kite, vendar natančnejšega raziskovanja niso izvedli vse do leta 1903, ko je na otoku Laurie prezimovala odprava pod vodstvom Williama Speirsa Brucea na ladji Scotia. Otočje so premerili, razveljavili nekaj Wedellovih preimenovanj in vzpostavili meteorološko postajo, ki so jo po odhodu leta 1904 predali Argentincem. Ta postaja, ki so jo leta 1951 preimenovali v Orcadas, še vedno deluje in je s tem najstarejša raziskovalna postaja s stalno posadko na Antarktiki.
Leta 1908 je otočje postalo del odvisnosti Falklandskih otokov. Na otoku Signy je leta 1947 Britanski antarktični urad odprl biološko raziskovalno postajo.
Tako Združeno kraljestvo kot Argentina zahtevata otočje v svojo last, vendar zaradi lege južneje od 60-stopinjskega vzporednika spada pod Pogodbo o Antarktiki, ki otežuje uveljavljanje ozemeljskih zahtev. Argentina ga označuje kot Otočje Orcadas.